# 58
Cette page concerne l'année 58  du calendrier julien. Pour l'année 58 av. J.-C., voir 58 av. J.-C. Pour le nombre 58, voir 58 (nombre).
L'année 58 est une année commune qui commence un dimanche.

## Événements
- Printemps : 
  - Début de la campagne d'Arménie (fin en 63). Victoire de Corbulon contre Tiridate Ier d'Arménie et Vologèse Ier, roi des Parthes ; après le massacre de la garnison parthe de Volandum et la prise d'Artaxata, les armées romaines hivernent en Arménie[1].
  - L'apôtre Paul est arrêté à Jérusalem pour troubles dans le Temple après la Pentecôte. Il est emprisonné à Césarée jusqu'en 60. Il invoque sa citoyenneté romaine et on l’envoie à Rome pour être jugé[2].
- Été : en Thuringe, conflit entre deux tribus germaniques, les Hermundures et les Chattes, pour le contrôle d'eaux salines[3].

- Othon est envoyé comme gouverneur en Lusitanie (58-68) alors que sa femme Poppée devient la maîtresse de Néron[4].
- Révolte de l'Hyrcanie contre le pouvoir parthe (fin en 62) ; cela donne à Rome l'occasion, par le biais d'une alliance avec l'Hyrcanie, d'établir une route commerciale avec la Chine et l'Inde, qui contourne la Parthie par l'Oxus, la Caspienne, puis rejoint la mer Noire par le fleuve Cyrus. En Inde, les Kouchan profitent également du conflit entre la Parthie et Rome pour prendre Herat, le Sistan, et l'Arachosie, ainsi que l'embouchure de l'Indus[5].

- Dépérissement du figuier Rumina, à Rome[6].